# Oligosita rizicola
Oligosita rizicola är en stekelart som först beskrevs av Jean Risbec 1956.  Oligosita rizicola ingår i släktet Oligosita och familjen hårstrimsteklar. Inga underarter finns listade i Catalogue of Life.